# Монтгомері (округ, Теннессі)
Шаблон:StateAbbr_ 36°30′ пн. ш. 87°23′ зх. д. / 36.5° пн. ш. 87.38° зх. д.
Округ Монтгомері (англ. Montgomery County) — округ (графство) у штаті Теннессі, США. Ідентифікатор округу 47125.

## Історія
Округ утворений 1796 року.

## Демографія
За даними перепису 2000 року загальне населення округу становило 134768 осіб, зокрема міського населення було 100494, а сільського — 34274. Серед мешканців округу чоловіків було 67775, а жінок — 66993. В окрузі було 48330 домогосподарств, 35964 родин, які мешкали в 52167 будинках. Середній розмір родини становив 3,11.
Віковий розподіл населення поданий у таблиці:
| Стать    | До 15 років | 15-21 | 22-29 | 30-39 | 40-49 | 50-65 | 65-85 | Понад 85 |
| -------- | ----------- | ----- | ----- | ----- | ----- | ----- | ----- | -------- |
| Чоловіки | 16992       | 7688  | 10658 | 11869 | 8969  | 7293  | 4010  | 296      |
| Жінки    | 15765       | 7012  | 9361  | 11459 | 9214  | 7989  | 5410  | 783      |

## Суміжні округи
- Крістіан, Кентуккі — північ
- Тодд, Кентуккі — північний схід
- Робертсон — схід
- Чітем — південний схід
- Діксон — південь
- Г'юстон — південний захід
- Стюарт — захід

## Виноски
1. ↑  U.S. Decennial Census. United States Census Bureau. Архів оригіналу за 19 липня 2018. Процитовано 9 квітня 2015.
2. ↑  Historical Census Browser. University of Virginia Library. Архів оригіналу за 11 серпня 2012. Процитовано 9 квітня 2015.
3. ↑  Forstall, Richard L., ред. (27 березня 1995). Population of Counties by Decennial Census: 1900 to 1990. United States Census Bureau. Архів оригіналу за 21 лютого 2015. Процитовано 9 квітня 2015.
4. ↑  Census 2000 PHC-T-4. Ranking Tables for Counties: 1990 and 2000 (PDF). United States Census Bureau. 2 квітня 2001. Архів оригіналу (PDF) за 18 грудня 2014. Процитовано 9 квітня 2015.
5. ↑  State & County QuickFacts. United States Census Bureau. Архів оригіналу за 7 червня 2011. Процитовано 6 грудня 2013.(англ.) Наведено за англійською вікіпедією.
6. ↑  American FactFinder. Бюро перепису населення США. Архів оригіналу за 26 лютого 2012. Процитовано 31 січня 2008.

| США | Це незавершена стаття з географії США. Ви можете допомогти проєкту, виправивши або дописавши її. |